# نبرد بیوکجه‌گوان
نبرد بیوکجه‌گوان (انگلیسی: Battle of Byeokjegwan)  ، نبرد هکیتیکان (به ژاپنی: 碧蹄館の戦い へきていかんのたたかい)، یکی از نبردهای تهاجم ژاپن به کره بود.